# Gare de Longpré-les-Corps-Saints
Gare de Longpré-les-Corps-Saints vasútállomás Franciaországban, Longpré-les-Corps-Saints településen.

## Vasútvonalak
Az állomást az alábbi vasútvonalak érintik:
- Longueau–Boulogne-vasútvonal
- Ligne de Canaples à Longroy - Gamaches

## Kapcsolódó állomások
A vasútállomáshoz az alábbi állomások vannak a legközelebb:
- Gare de Pont-Rémy
- Gare d’Hangest